# 廷西德鎮區 (明尼蘇達州波爾克縣)
廷西德鎮區（英語：Tynsid Township）是位於美國明尼蘇達州波爾克縣的一個行政鎮區。

## 歷史
廷西德鎮區於1879年設立，得名自挪威市鎮廷瑟。

## 地方資料
廷西德鎮區的面積為36.99平方千米，皆為陸地。根據2020年美國人口普查的數據，當地共有人口77人，而人口密度為每平方千米2.08人。